# Vaud libre
Vaud libre est une association politique créée en 2009 dans le canton de Vaud.

## Composition
Vaud libre rassemble douze partis politiques locaux ou indépendants :
- Vevey libre fondé en 2003[5]
- Montreux libre fondé en 2005[6]
- Riviera libre fondé en 2007
- Leysin libre fondé en 2012.
- Morges libre fondé en 2013[7]
- La Tour-de-Peilz libre fondé en 2015.

- Forum d'Ecublens fondé en 1992[8]
- Parti indépendant nyonnais fondé en 1950[9]
- Union Pulliérane fondée en 1974[10]
- Ouverture Bex fondée en 2001[11]
- Entente Morgienne, fondée en 1965[12]
- Entente indépendante de Romanel[12]

Le parti Gens de Gland est membre observateur.

## Historique
En 2003, Vevey libre est créé. Le parti conteste les élections communales vaudoises de 2006 pour la commune de Vevey et n'apparente sa liste ni avec les forces de gauche, ni avec les forces de droite. Le parti obtient 13 sièges sur 100 et devient la troisième force politique de la commune. Lors des élections cantonales vaudoises de 2007, le parti se présente sous l'étiquette « Riviera libre » et obtient un siège au Grand conseil. Lors des élections communales de 2010, Montreux libre obtient 10 sièges sur 100. 
En 2011, Vaud libre, qui est composé de plusieurs partis politiques communaux ayant plusieurs sièges dans les législatifs et parfois exécutifs communaux, et se définissant au centre et indépendant de la gauche et de la droite, décide de présenter Emmanuel Gétaz, des Avants, à l'élection complémentaire d'un siège au Conseil d'État vaudois. Soutenu par les sections de l'Union démocratique fédérale, du Parti bourgeois-démocratique, du Parti pirate, du Parti démocrate-chrétien, Emmanuel Gétaz obtient 12 416 voix (10,09 % des voix) au premier tour et se retire pour le second tour au profit de Béatrice Métraux, membre des Verts.
Lors des élections cantonales de 2012, le parti obtient 1 siège. 
Le 4 avril 2014, le député Serge Melly annonce quitter le Parti libéral-radical et rejoindre les rangs de Vaud libre.
En 2016, Vevey libre progresse encore et obtient 17 sièges sur 100 et réussit à faire élire deux municipaux dont l'Haïtien Michel Agnant, premier homme de couleur à siéger dans un exécutif d'une ville vaudoise.
En 2017, lors des élections cantonales, Vaud Libre présente des candidats la plupart du temps sur des listes mixtes composées de candidats du PBD, des Vert'libéraux, ou encore du PDC. Le parti réussi à faire élire quatre députés doublant ainsi sa députation pour la législature 2017-2022.

## Orientation
Le parti se définit comme centriste, indépendant et humaniste. Son objectif est « l’établissement d’une société de liberté, de responsabilité et de justice ».

## Force politique

### Canton
Les députés Vaud-libre pour la législature 2017-2022 au Grand Conseil vaudois siègent au sein du groupe PDC-Vaud libre (cinq membres avec un PDC) et sont :
- Jérôme Christen (Riviera Libre)
- Circé Barbezat-Fuchs (Groupe Ouverture)
- Serge Melly (Vaud Libre)
- Jean-Louis Radice (Forum d'Ecublens)

### Communes
- 2 Municipaux (exécutif) et 17 élus communaux Vevey-libre (parlement) à Vevey
- 1 Municipal (exécutif) et 15 élus communaux Parti Indépendant Nyonnais (parlement) à Nyon
- 1 Municipal (exécutif) et 19 élus communaux Forum d'Ecublens (parlement) à Écublens
- 1 Municipal (exécutif) et 5 élus communaux Leysin libre (parlement) à Leysin
- 1 syndic (exécutif) à Crassier
- 7 élus communaux Montreux-libre (parlement) à Montreux
- 16 élus communaux Union Pulliérane-Vaud libre (parlement) à Pully
- 10 élus communaux Entente Morgienne (parlement) à Morges
- 4 élus communaux La Tour-de-Peilz libre (parlement) à La Tour-de-Peilz
- 6 élus communaux Ouverture (parlement) à Bex